# 瘦肢华溪蟹
瘦肢华溪蟹（学名：Sinopotamon exiguum）为溪蟹科华溪蟹属的动物。在中国大陆，分布于贵州、湖北、四川等地，一般生活于海拔500-1000米的山溪石块下。